# Felsritzungen von Stronach Ridge

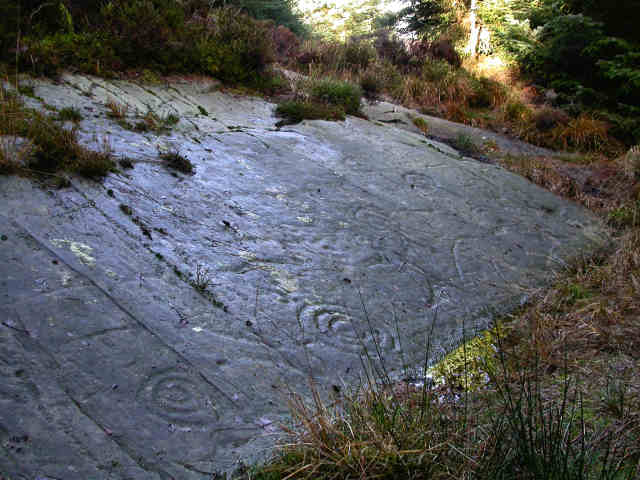
Stronach Ridge

Die Felsritzungen von Stronach Ridge (auch Stronach Wood oder Brodick carvings genannt) liegen im Wald östlich von Brodick in North Ayrshire auf der Isle of Arran in Schottland.
Die Petroglyphen wurden Anfang des 19. Jahrhunderts entdeckt und von Mungo Buchanan im „Book of Arran“ illustriert. Der Ort wurde später mit Nadelbäumen bepflanzt und die Felskunst ist seit einiger Zeit nicht mehr zu sehen.
Die Ritzungen konzentrieren sich überwiegend an einer Seite des Aufschlusses. Sie bestehen hauptsächlich aus Cup-and-Ring-Markierungen, von denen etliche durch eine stets in dieselbe Richtung weisende Rinne unterbrochen sind.